# Stanhopea insignis

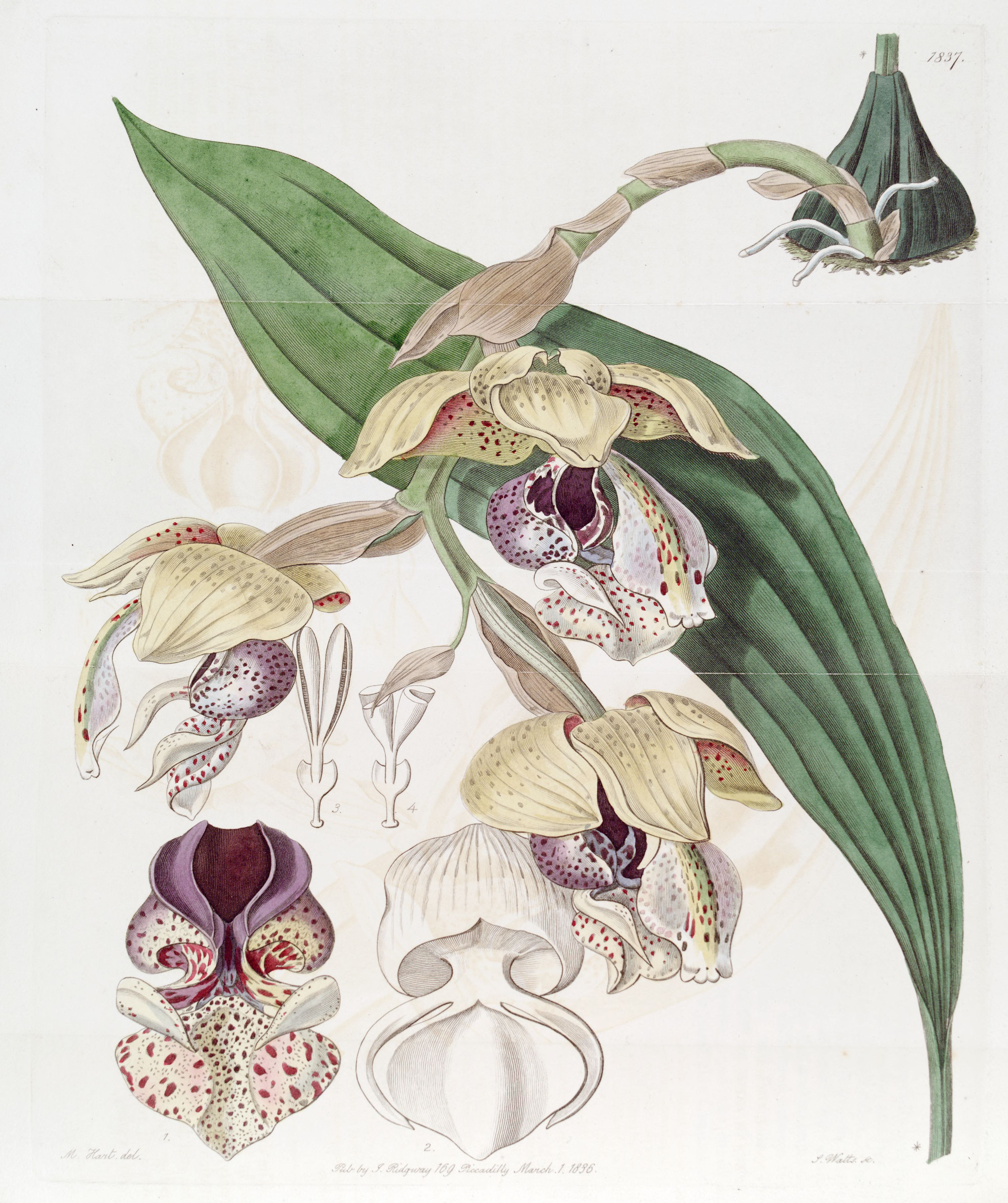
Ilustración de Sydenham Edwards (1837).

Stanhopea insignis es una especie de orquídea endémica del sur y sudeste de Brasil.